# Колодуб Оксана Володимирівна
Колодуб Оксана Володимирівна (справжнє прізвище — Лейбзон, псевдонім — Березовська, 1 (14) травня 1906, Одеса — 5 лютого 1996, Москва) — українська та російська оперна і концертна співачка (драматичне сопрано). Заслужена артистка РРФСР (1942). Дружина Олександра Олексійовича Колодуба.

## Життєпис
Народилася 1906 року в Одесі. Вокальну освіту здобула в Київському музично-драматичному інституті (1923—1927, клас М. Чистякова і О. Муравйової).
Артистичну діяльність розпочала в капелі «Думка», потім співала в Українському вокальному ансамблі при Київській політосвіті. З 1925 року виступала як концертна співачка (1927—1928 рр. в концертах Музичного товариства імені Миколи Леонтовича, Харків).
Разом з композитором В. Косенком здійснила ряд концертних турне по Україні. Концерти відбувалисяу вугільно-промислових районах Донбасу: в палацах культури, робочих клубах, на рудниках. Музиканти виступали в Ізюмі, Єнакієві, Горлівці, Мелітополі, Сталіно, Ворошиловграді, Дніпропетровську. За спогадами О. В. Колодуб, програми концертів складалися з двох відділень. Спочатку Віктор Косенко виконував кілька своїх фортепіанних творів, потім Оксана Володимирівна співала його романси українською: «Колискова», «Легіт легковійний», «Я ждав тебе», «На майдані». У другому відділенні композитор знов грав свої твори, а потім солістка співала під його акомпанемент романси та пісні українських композиторів — М. Лисенка, К. Стеценка, Я. Степового, П. Козицького, Л. Ревуцького та ін..
У 1930—1934 — солістка Київського, 1934—1940 — Свердловського театрів опери та балету, 1940—1948 — Большого театру СРСР.
Від 1948 вела концертну діяльність. Гастролювала в Польщі, Німеччині, Ірані, Іраку. У концертному репертуарі співачки були пісні та романси вітчизняної та зарубіжної класики, твори сучасних композиторів.
Померла 5 лютого (у деяких джерелах — 8 березня) 1996 року в Москві.

## Партії
- Мирослава («Золотий обруч» Б. Лятошинського)
- Ядвіга («Кармелюк» В. Косенка)
- Ліза, Тетяна, Марія, Оксана («Пікова дама», «Євгеній Онєгін», «Мазепа», «Черевички» П. Чайковського)
- Ярославна («Князь Ігор» О. Бородіна)
- Горислава («Руслан і Людмила» М. Глінки)
- Купава, Мілітриса («Снігуронька», «Казка про царя Салтана» М. Римського-Корсакова)
- Тамара («Демон» А. Рубінштейна)
- Марина Мнішек («Борис Годунов» М. Мусоргського)
- Валентина («Гугеноти» Дж. Меєрбера)
- Недда («Паяци» Р. Леонковалло)
- Ортруда, Брунгільда («Лоенґрін», «Валькірія» Р. Вагнера)
- Аїда, Єлизавета, Леонора, Амелія («Аїда», «Дон Карлос», «Трубадур», «Бал-маскарад» Дж. Верді)
- Тоска, Баттерфляй (Тоска, Чіо-Чіо-сан Дж. Пуччіні)
- Аксинья, Лушка («Тихий Дон», «Піднята цілина» І. Дзержинського).